# Франсіско Тадео Каломарде-і-Арріа
Франсіско Тадео Каломарде-і-Арріа (ісп. Francisco Tadeo Calomarde y Arría; 10 лютого 1775 — 19 липня 1842) — іспанський правник і політик, виконував обов'язки державного секретаря країни взимку 1832 року.

## Життєпис
Народився у бідній родині. Вивчав право в Сарагосі. Завдяки своєму одруженню з негарною племінницею особистого лікаря королівської родини зумів отримати місце в міністерстві юстиції. На початку правління Фернандо VII був звинувачений у хабарництві, після чого був засланий до Толедо. Коли 1823 року в країні було відновлено абсолютну монархію, герцог Інфантадо призначив Каломарде секретарем регентської ради.
Трохи згодом Каломарде отримав пост державного секретаря (фактично, голови уряду). Під його впливом важко хворий король 1832 року видав декрет, відповідно до якого в Іспанії було відновлено салічний закон, скасований 1830. Після того Каломарде став предметом загальної ненависті. Коли король, який одужав, оголосив декрет 1832 року недійсним, Каломарде разом з іншими міністрами був звільнений та засланий до Арагону, втім він зумів утекти до Франції, де він і помер 1842 року.